# Ожеро, Пьер Франсуа Шарль
Пьер-Франсуа-Шарль Ожеро (фр. Pierre-François-Charles Augereau; 21 октября 1757, Париж — 12 июня 1816, Ла-Уссе-ан-Бри) — герцог Кастильоне, маршал Империи и пэр Франции (не следует путать с братом — генерал-лейтенантом Жан-Пьером Ожеро).

## Биография

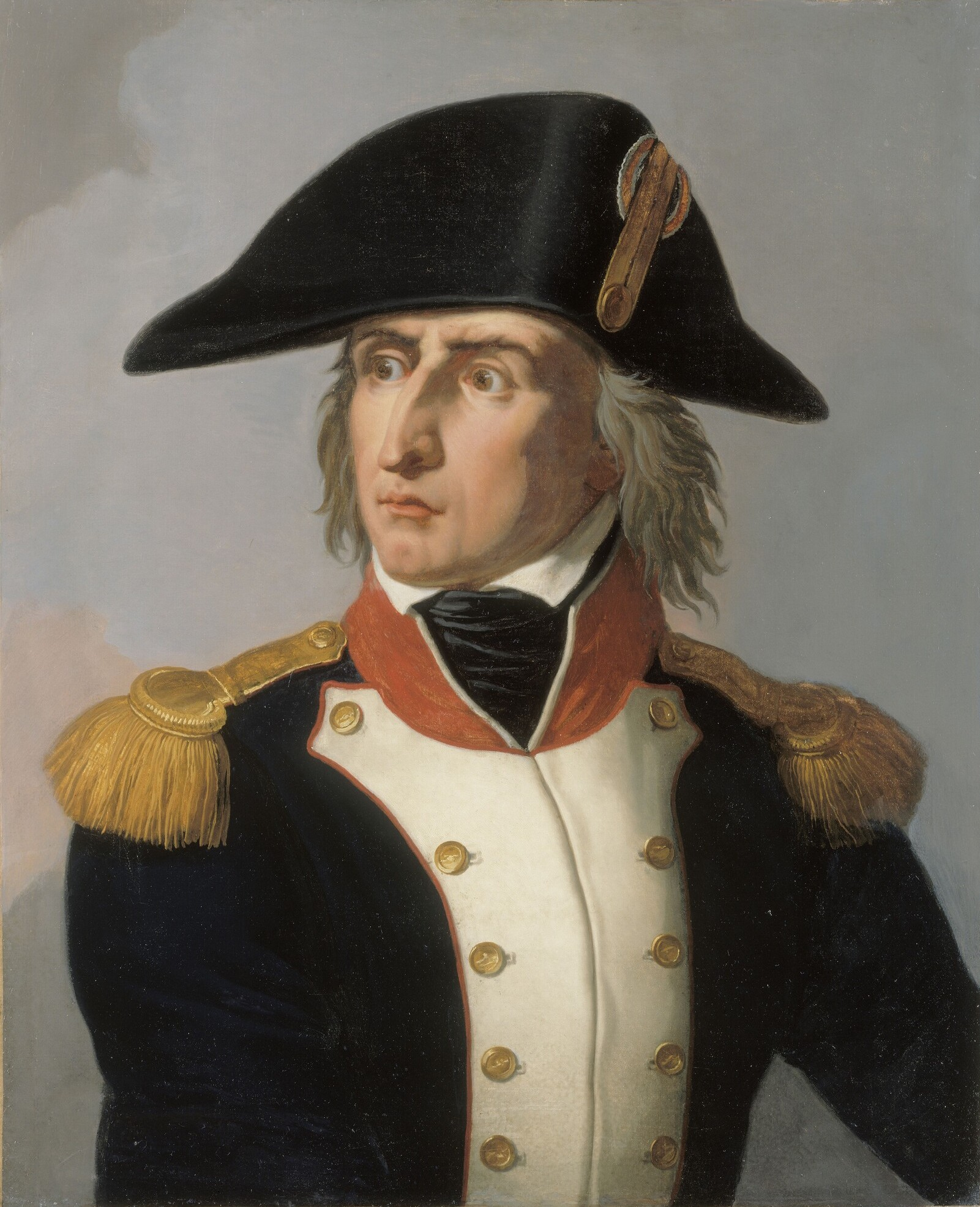
Портрет Ожеро.

Родился в парижском предместье Сен-Марсо в бедной семье лакея и зеленщицы.
Образование получил весьма скудное. В 17 лет поступил солдатом в королевскую армию Франции, дезертировал из нее, затем служил в армиях Пруссии, России, Испании, Португалии и Неаполя.
С началом Великой Французской революции получил возможность вернуться на родину. В 1790 году вступил в Национальную гвардию, с 1792 года служил в батальоне волонтёров французской революционной армии. Отличился при подавлении контрреволюционного восстания в Вандее.
В июне 1793 года получил чин капитана 11-го гусарского полка. В том же году получил чины подполковника и полковника. А 23 декабря 1793 году произведён сразу в дивизионные генералы.
Во время Итальянской кампании 1796—1797 годов Ожеро особенно отличился в боях при Лоано, Монтенотте, Миллезимо, Лоди, Кастильоне, Арколе, успешно командуя дивизией.
Например, при Арколе он возглавил колонну и выиграл почти проигранное сражение. В битве при Кастильоне, по словам Стендаля, Пьер Ожеро «был великим полководцем, чего никогда больше с ним не случалось».
В 1797 году возглавлял войска в Париже и по указанию Директории 4 сентября сыграл ключевую роль в аресте депутатов-роялистов.
С 23 сентября 1797 года — командующий Самбро-Маасской и Рейнско-Мозельской армиями.
В 1799 году, будучи членом Совета пятисот, Ожеро сначала противодействовал замыслам Бонапарта, но вскоре сошёлся с ним и был назначен командующим Батавской армией (с 28 сентября 1799 года) в Голландии, в каковой должности пробыл до 1803 года. Вторгся в южную Германию, но никаких результатов не добился.

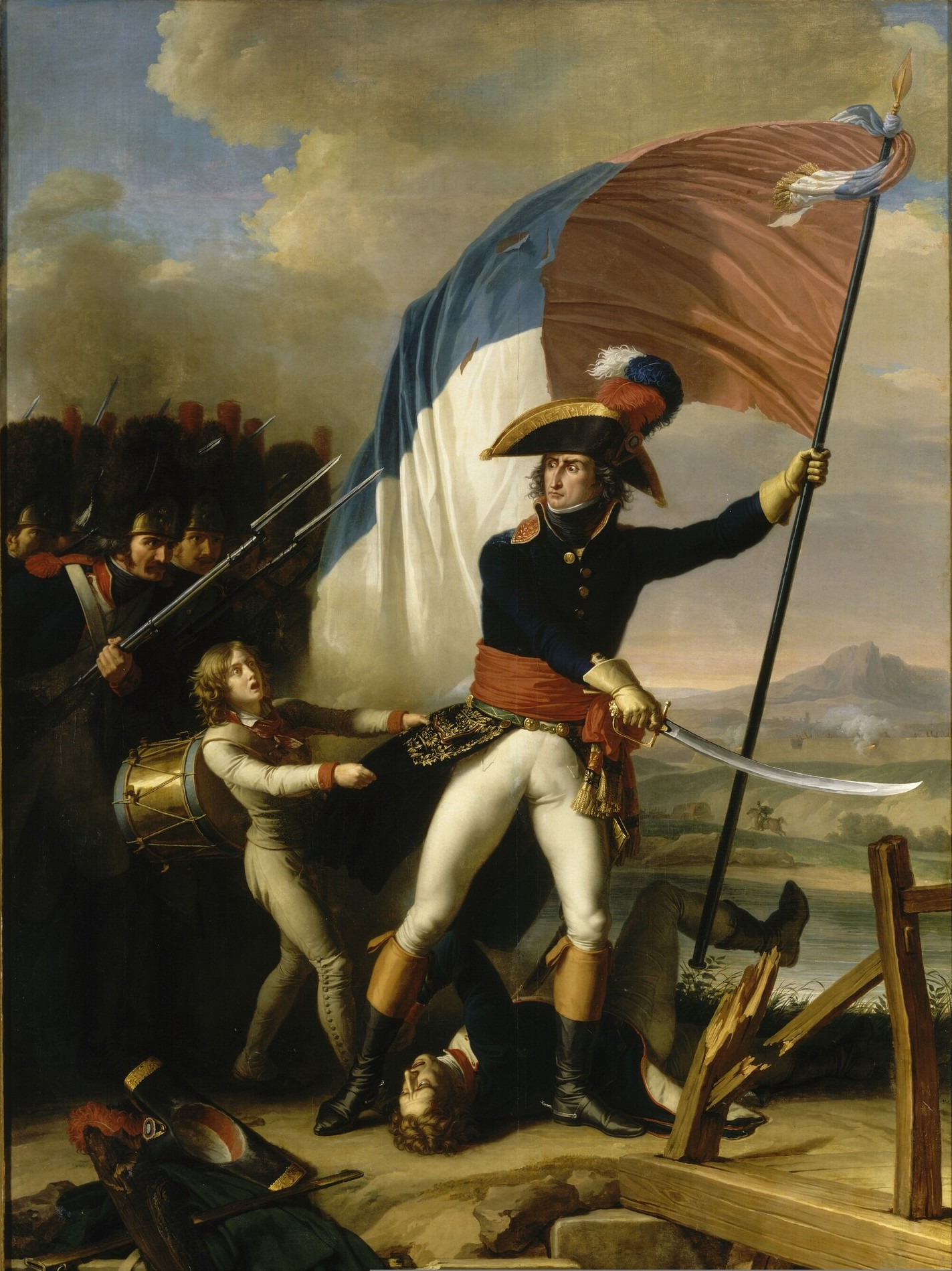
Ожеро на Аркольском мосту

Активно выступил против подписания конкордата между Францией и папой Римским, заявив: «Красивая церемония. Жаль только, что на ней не присутствовали сто тысяч убитых ради того, чтобы таких церемоний не было». После этого ему было приказано удалиться в своё имение Ла-Уссэ.
29 августа 1803 года назначен командующим Байоннским военным лагерем. 19 мая 1804 года получил звание маршала Империи.
Участвовал в кампаниях 1805, 1806 и 1807 годов.
30 мая 1805 года возглавил 7-й корпус, обеспечивавший правый фланг Великой армии. В ноябре того же года настиг прорвавшиеся из Ульма войска генерала Елачича и принудил его к капитуляции у Фельдкирха.
Во время сражения при Прейсиш-Эйлау (7—8 февраля 1807 года) корпус Ожеро сбился с дороги и вышел на русскую артиллерию, понёс огромные потери и фактически был разгромлен. Сам маршал был ранен.
В феврале 1809 года вторым браком (первая жена Габриэла Граш умерла в 1806 году) женился на Аделаиде Огюстине Бурлон де Шаванж (1789—1869), получившей прозвище «Прекрасная Кастильоне». 30 марта 1809 года был назначен командиром 8-го корпуса частей Великой Армии в Германии, но уже 1 июня переведён в Испанию на пост командира 7-го корпуса.
С 8 февраля 1810 года — командующий Каталонской армией. Ничем выдающимся его действия в Испании отмечены не были, и после ряда неудач Ожеро был заменён маршалом Макдональдом.
Ожеро выделялся среди генералов Великой Армии взяточничеством и стремлением к личному обогащению. Уже во время похода в Россию 4 июля 1812 года Ожеро был назначен командиром 11-го корпуса, который располагался в Пруссии и служил ближайшим резервом Великой армии. В военных действиях в России корпус не участвовал, а Ожеро так и не покидал Берлина.
После бегства армии Наполеона из России Ожеро, едва спасшийся из Берлина, 18 июня 1813 года получил 9-й корпус. Участвовал в сражении под Лейпцигом, но никакой активности не проявлял.

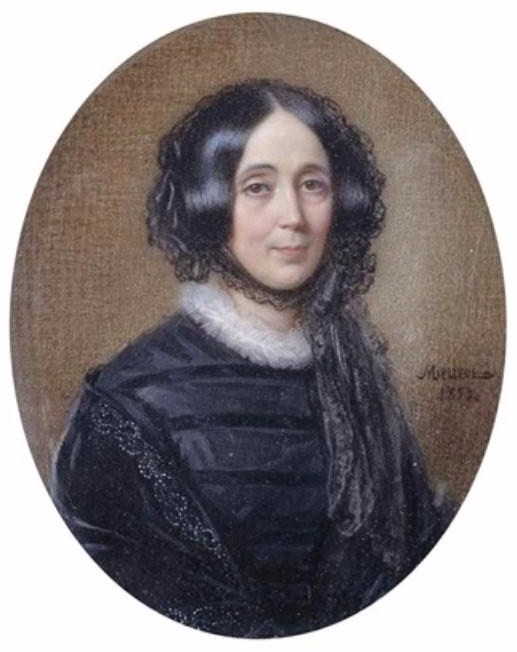
Аделаиде Жозефа де Шаванж, 2-я жена

5 января 1814 года возглавил Ронскую армию, собранную из попавшихся под руку соединений на юге Франции, Руководил её действиями в сражении при Сен-Жорже. Ему была поручена оборона Лиона; не выдержав атак противника, Ожеро 21 марта сдал город. «Имя победителя при Кастильоне может остаться дорогим для Франции, но она отвергла память Лионского изменника», — написал Наполеон. 
Медлительность Ожеро сказалась в том, что французские войска не смогли взять Женеву. После этого Ожеро отвёл свои войска на юг и устранился от активных действий. В 1814 году одним из первых перешёл на сторону Бурбонов, разослав 16 апреля в войска декларацию, приветствующую реставрацию Бурбонов. 6 июня 1814 года стал губернатором 19-го военного округа.
Во время «Ста дней» безуспешно пытался заслужить доверие Наполеона, но столкнулся с крайне холодным к себе отношением, был назван «главным виновником проигрыша кампании 1814 года» и 10 апреля 1815 года был исключён из списка маршалов Франции.  После 2-й Реставрации никаких постов не получил и 12 декабря 1815 года был уволен в отставку, хотя звание пэра за ним было сохранено. Скончался от «грудной водянки». Был похоронен в Ла-Уссэ, но в 1854 году перезахоронен на кладбище Пер-Лашез (Париж).

## Семья
1-я жена (1788, Неаполь): Жозефина-Мария-Маргарита-Габриель Грак (1766, Смирна — 21.08.1806, Ла-Усе-ан-Бри). Брак бездетный
2-я жена (23.02.1809, Ла-Усе-ан-Бри): Аделаида-Жозефа Бурлон де Шаванж (18.10.1789, Арриги, Марна — 2.12.1869, Париж), с 10.04.1812 придворная дама императрицы Марии-Луизы. Брак бездетный. Вторым браком вышла за графа Шарля-Камиля де Сент-Альдегонда

## Награды
- знак Большого орла ордена Почётного легиона (2 февраля 1805 года)
- Великий офицер ордена Почётного легиона (14 июня 1804 года)
- легионер ордена Почётного легиона (11 декабря 1803 года)
- орден Святого Людовика
- Большой крест ордена Карлоса III (Испания)
- Большой крест ордена Железной короны (Королевство Италия)

## Образ в кино
- «Наполеон» (немой, Франция, 1927) — актёр Грегуар Мечников
- «Наполеон: путь к вершине» (Франция, Италия, 1955) — актёр Энтони Карретье
- «Мадам Сан-Жен» (Франция, Испания, Италия, 1961) — актёр Томас Бланко[фр.]